# Ångström

Simbolul ångströmului

Un ångström, pronunțat /ˈɔŋstrøm/ (v. AFI), este o unitate de măsură pentru lungimi, denumită așa după fizicianul suedez Anders Jonas Ångström. Simbolul ångströmului este Å (un A cu un mic cerc deasupra). Atunci când semnele tipografice Å și ö nu sunt disponibile, se folosește scrierea (de fapt incorectă) „angstrom”. Un ångström este egal cu 100 picometri: 
1 Å = 100 pm = 10−1 nm = 10−4 μm = 10−7 mm = 10−8 cm = 10−10 m
Ångströmul nu face parte din sistemul international de unități SI; totuși el se folosește curent în unele domenii ca fizică atomică, spectroscopie, chimie fizică, cristalografie. Astfel, dimensiunile atomice și moleculare, lungimile de undă ale radiațiilor X, constantele rețelelor cristaline, sunt de ordinul de mărime al ångströmului.